# Svedala község
Svedala község (svédül: Svedala kommun) Svédország 290 községének egyike.
A mai község 1977-ben jött létre.

## Települései
A községben  öt település található:
| Település | Népesség | Megjegyzés         |
| --------- | -------- | ------------------ |
| Svedala   |          | a község székhelye |
| Bara      |          |                    |
| Klågerup  |          |                    |
| Sjödiken  |          |                    |
| Holmeja   |          |                    |

## Külső hivatkozások
- Hivatalos honlap